# Kurt Poppa
Kurt Poppa (* 1913; † 2000) war ein deutscher Skisportler und Skibauer, der u. a. durch die Entwicklung von nach ihm benannten Skiern, darunter die Sprung-Ski Aeroblitz, bekannt wurde. Er gehört zu den Pionieren des DDR-Skisports.

## Leben
Der aus Klingenthal stammende Poppa diente bei der deutschen Wehrmacht und wurde als Unteroffizier 1939 Skimeister bei den Deutschen und Wehrmachts-Skimeisterschaften in Oberhof. Nach Ende des Zweiten Weltkrieges unterstützte er im Kurort Oberwiesenthal das Wiederaufleben des Skisports und des Tourismus im Erzgebirge und im Vogtland, so verlieh er Ski und gab Skiunterricht. 1948 entwickelte Kurt Poppa gemeinsam mit Paul Richter in ihrer kleinen Werkstatt im Kurort Oberwiesenthal einen Tourenski, aus der der nach ihm benannte Poppa-Ski hervorging. Eine Weiterentwicklung stellte der ab 1957 in der Poppa Skifabrik Kurort Oberwiesenthal hergestellte Sprung-Ski der Marke Aeroblitz dar, ein relativ schwerer Skier mit Kunststoffüberzug. Dieser Sprungski machte Kurt Poppa zu einem der bekanntesten Skibauer in der Deutschen Demokratischen Republik, denn mit diesem Ski gewann Helmut Recknagel 1958 die erste WM-Medaille für die DDR. Es folgten in den folgenden Jahren weitere gewonnene Skisport-Titel für die DDR.
Der Aeroblitz-Sprungski aus der DDR stand in harter Konkurrenz zu den westdeutschen Gfäller-Ski mit Stahlkanten.

## Ehrungen
- 1964 erhielt Kurt Poppa für seinen Aeroblitz-Sprungski eine Goldmedaille auf der Leipziger Herbstmesse.